# Carlo Della Corte
Carlo Della Corte (Venezia, 22 ottobre 1930 – Venezia, 25 dicembre 2000) è stato uno scrittore italiano, giornalista, giornalista televisivo, poeta, cinefilo, esperto di fumetti e autore di fantascienza italiana.
Ha vinto il Premio Stresa nel 1980.

## Biografia
Esperto in fumetti e fantascienza, esordisce come scrittore nel 1961 con un saggio sui fumetti.
Dopo un lungo soggiorno a Milano dove lavorò nel campo dell'editoria, era tornato a vivere a Venezia; città che fa da sfondo a molte sue opere narrative.
Nel 1995 riceve a Lucca il premio Cartoomics per i suoi saggi sui fumetti. Per due volte riceve il Premio Selezione Campiello: nel 1977 con Cuor di padrone e nel 1990 con Il diavolo, suppongo,.
Muore nella sua casa al Lido di Venezia il 25 dicembre del 2000.
Il suo archivio è stato donato dal figlio al Centro Interuniversitario di Studi veneti (CISVe).

## Opere
- Cronache del gelo, Schwarz, Milano, 1956
- I fumetti, Enciclopedia Popolare Mondadori, Milano, 1961.
- La mistificazione (con Alcide Paolini) Sugar editore, Milano 1961.
- Pulsatilla Sexuata: racconti di fantascienza, Sugar Editore, Milano, 1962.
- I mardochei, Mondadori, Milano, 1964
- Un veneto cantar, prefazione di Diego Valeri, All'insegna del pesce d'oro, Milano, 1967
- Di alcune comparse, a Venezia, Arnoldo Mondadori, Milano, 1968, 1979 (ristampa a cura di Pasquale Di Palmo, Ronzani, 2021)
- Caccia in laguna, Rizzoli, Milano, 1969
- Il grande balipedio : romanzo, Mondadori, Milano, 1969; Endemunde, Milano, 2014
- Versi incivili 1960-70, Mondadori, Milano, 1970
- Le terre perse: romanzo, Mondadori, Milano, 1973
- La faccia nella polvere, Edizioni paoline, Vicenza, 1976
- Cuor di padrone, Edizioni del Ruzante, Venezia, 1977
- Lo specchio obliquo : il fumetto erotico fra liberty e pop-art, Edizioni del Ruzante, Venezia, 1978
- L' incontro,  con un disegno di Giuseppe Bolzani, Laghi di Plitvice, Lugano 1979
- Grida dal palazzo d'inverno : romanzo, Mondadori, Milano, 1980
- Sul piede di casa : racconti, Pagus, Paese, 1987
- Germana : romanzo, Mondadori, Milano, 1988
- Il diavolo, suppongo, Marsilio, Venezia, 1990
- ... E muoio disperato!, Marsilio, Venezia, 1992
- Le gelide contrade, Origine, Senningerberg, 1994
- Piccola apocalisse : Teatro e racconti, Marco Editore, Lungro di Cosenza, 1994
- Vuoto a rendere, Neri Pozza, Vicenza, 1994
- A fuoco lento, Supernova, Venezia, 1996
- The Journey Ends Here, tr. Emanuel di Pasquale, Stony Brook, New York: Gradiva Publications, 2000.
- Cubanito : romanzo, P. Manni, Roma-Lecce, 2001
- Amor di cinema 1956-1994, Comune di Venezia, Venezia 2005
- Il cauto emblema. Poesie 1945-2000, a cura di Pasquale Di Palmo, Il Ponte del Sale, Rovigo, 2021.